# MDK (спільнота ВКонтакті)
MDK, також МДК — одна з найпопулярніших спільнот «ВКонтакте» з числом підписників більш ніж 7,6 млн осіб. (на січень 2016 року) і місячною аудиторією в 12 мільйонів осіб (на серпень 2013 року). Паблік багаторазово звинувачувався в екстремізмі та ксенофобії.
27 жовтня 2015 року Смольнинський районний суд Санкт-Петербурга постановив припинити діяльність MDK на вимогу прокуратури, яка заявила про розміщення на сторінці образливих матеріалів, що «ображають почуття віруючих, принижують різні групи людей за ознаками релігійної та національної приналежності». Рішення суду було оскаржене власниками спільноти, однак 16 лютого 2016 року Санкт-Петербурзький міський суд залишив його в силі.

## Короткі відомості
Спільноту було засновано в квітні 2011 року Дмитром Трачуком та Роберто Панчвідзе (Єнотовим). Велика частина записів в групі — картинки і демотиватори на злободенні теми. Контент створюють як користувачі, так і адміністрація спільноти. Роберто Панчвідзе є офіційною особою спільноти, він родом з Самари, станом на 2013 рік навчався в Москві на психологічному факультеті РДГУ.
На думку експертів, зміст деяких повідомлень групи «МДК» потрапляє під визначення екстремістської діяльності, пости вкрай нетолерантні, часто використовується ненормативна лексика. Часті агресивні шовіністичні витівки. Відзначається, що при цьому за охопленням аудиторії МДК перевершує більшість інтернет-видань.
За словами директора Центру актуальної політики Андрія Татаринова, учасники спільноти знущаються «над терактами і падіннями літаків, а їхня улюблена побутова тема — секс з рідною сестрою».
На сервісі Change.org створена петиція керівництву сайту «ВКонтакте» з вимогою закрити скандальну групу з причини створення обстановки національної напруженості в Росії. Автори петиції зазначають, що ця спільнота займається пропагандою наркотиків, ображає представників національних меншин, використовує в своїх постах ненормативну лексику; при цьому основною аудиторією групи є школярі.

### Власники і керівництво
Товарний знак «МДК» належить ТОВ «Сарафанка», генеральним директором якого є співзасновник спільноти — Дмитро Аладишев. Йому належить 34 % ТОВ «МДК». Дмитру Трачуку і Роберто Панчвідзе належить по 33 % компанії. Адреса компанії: 127206, місто Москва, проїзд Астрадамський, 3.

## Інциденти
27 червня 2013 року група була заблокована керівництвом соцмережі через спам з посиланням на спільноту. Керівництво пабліку заявляє, що стало жертвою шантажистів, які зробили підставну рекламу і вимагали 200 тисяч рублів. І хоча спочатку йшлося про блокування на 1,5-2 місяці, вже 29 червня спільнота була розблокована.
Після аварії літака в Казані, що забрав життя 50 людей, з'явилося повідомлення від імені спільноти, що через відсутність онлайн-трансляції трагедії «холоне попкорн». Цей пост викликав обурення як у парламентаріїв (депутат Держдуми Валерій Трапезников запропонував відправити «моральних виродків» на громадські роботи), так і в пересічних жителів Казані та інтернет-користувачів.
У жовтні 2013 року паблік розмістив жарт про підрив автобуса в Волгограді, який також викликала хвилю обурення. Депутат від «Єдиної Росії» Михайло Маркелов з трибуни Державної Думи вимагає притягти до відповідальності Павла Дурова. Павло Дуров написав офіційну відповідь-спростування депутату, а адміністратори групи 7 листопада 2013 року оголосили про подачу на Маркелова в суд з вимогою виплати 14 тисяч рублів в рахунок збитків, «завданих нашій організації в результаті поширення відомостей, що ганьблять її ділову репутацію» і вибачень в найбільших ЗМІ.
16 червня 2015 року у зв'язку зі смертю співачки Жанни Фріске в співтоваристві була розміщена фотографія, підписана переробленою цитатою з її пісні: рядок «Я жодного разу не була в „Малинках“», використавши слово «могилка». На сайті Change.org було ініційовано створення петиції з проханням про порушення кримінальної або адміністративної справи проти адміністрації пабліку.
19 червня 2015 року MDK був відключений адміністрацією соцмережі «ВКонтакте» від біржі реклами за скаргами рекламодавців. Причиною вжитих заходів стала невдалий жарт про смерть популярної співачки Жанни Фріске. Таким чином MDK позбавили одного з гарантованих джерел заробітку. Пізніше повідомлялося, що на адміністраторів MDK можуть завести кримінальну справу. Депутат Держдуми народний артист СРСР Йосип Кобзон разом з іншими депутатами направив листи в Генпрокуратуру і Роскомнадзор з вимогою знайти управу на групу MDK. Також Кобзон заявив, що йому хочеться викликати на поєдинок і «набити пику» адміністратору спільноти.

## Інша інформація
В рамках передвиборчої кампанії на пост мера Москви «МДК» безкоштовно розмістило на своєму профілі фотографію Олексія Навального.
З липня по серпень 2013 року група мала представництво в соціальній мережі «Однокласники», але його довелося закрити через звинувачення в плагіаті з боку адміністрації групи і недотримання керівництвом соцмережі домовленостей з приводу відеореклами.
Є програми для смартфонів і планшетів. Зокрема, додаток для iOS є одним з найпопулярніших в російськомовному App Store.
Після запуску сайтом «ВКонтакте» власної біржі рекламних постів МДК стало найдорожчим майданчиком соцмережі: за розміщення реклами в ньому доведеться заплатити 170 тисяч рублів (на середину грудня 2013 року).
17 грудня 2013 року МДК зареєструвало свій бренд. Під цим ім'ям будуть виходити фірмові сувеніри та одяг. Крім того, реєстрація товарного знаку дозволить засновникам боротися зі спільнотами та компаніями, які намагаються нажитися на їхньому бренді.